# Mercedes AMG F1 W10 EQ Power+
La Mercedes-AMG F1 W10 EQ Power+ è una monoposto di Formula 1 realizzata dalla Mercedes, per gareggiare nel campionato mondiale di Formula 1 2019. La vettura è guidata dal cinque volte campione del mondo e campione uscente Lewis Hamilton e dal suo compagno di squadra, il finlandese Valtteri Bottas ed è stata presentata il 13 febbraio 2019.

## Livrea
Nonostante alcune anticipazioni sui social della Mercedes circa una livrea maculata totalmente diversa rispetto al passato, alla presentazione ufficiale la colorazione rimane abbastanza simile alle monoposto precedenti della casa, anche se ci sono alcuni cambiamenti rispetto al passato. L'argento è sempre predominante, ma ci sono anche accenti in nero carbone, con l'iconica stella a tre punte ripetuta come tanti piccoli monogramma sul cofano motore, e una fascia verde acqua che attraversa il fianco della monoposto e arriva fino ai flap dell'ala anteriore; quest'ultimo colore è legato al main sponsor che rimane Petronas, e che appare sulle pance e sul muso.
Per il Gran Premio di Monaco, in segno di memoria di Niki Lauda, presidente del team deceduto pochi giorni prima della gara, vengono aggiunti dei piccoli dettagli alla livrea originale: l'Halo della vettura viene colorato di rosso (come i caschi che Lauda indossava) e reca inoltre la scritta «Niki we miss you», sul musetto viene aggiunta la sua firma con la dicitura «Danke Niki» (in lingua tedesca "grazie Niki") e infine sul cofano motore viene colorata di rosso una delle stelle a tre punte. Quest'ultima modifica verrà poi mantenuta per tutte le rimanenti gare della stagione.
Per il Gran Premio di Germania, in occasione dei 125 anni della permanenza della Mercedes-Benz nel motorsport e del 200º Gran Premio della scuderia tedesca, viene presentata una livrea celebrativa. Essa presenta l'avantreno interamente verniciato in bianco opaco, richiamando il colore delle prime vetture Mercedes utilizzate nel motorsport. Le zone di transizione tra l'argento e il bianco, nelle zone tra l'airscope, l'Halo e l'abitacolo, mostrano un effetto di abrasione, facendo riferimento a una leggenda riguardo alla Mercedes-Benz W25 del 1934. Sull'avantreno, diversamente dal resto della carrozzeria, i loghi degli sponsor sono raffigurati in bianco e nero, mentre i numeri dei piloti in rosso; in particolar modo sulla punta del musetto è applicato il logo storico della Mercedes.

## Caratteristiche

### Configurazione iniziale
Il passo rimane lo stesso della W09, ma ci sono diversi concetti che sono stati limati ed estremizzati. L'ala anteriore rimane abbastanza simile alla vettura del 2018, adeguandosi al nuovo regolamento e presentando un andamento leggermente incurvato in prossimità della spalla dello pneumatico anteriore. Il muso invece è stretto nell’attacco alla scocca e si riduce ulteriormente nella parte centrale per poi mantenere il disegno 2018. Il sostegno dell’ala è assicurato da due piloncini, in continuità con quanto visto per la W09. La sospensione anteriore è di tipo push rod. La presa dei freni anteriore in parte copre il bracket riducendone l’impatto aerodinamico. L’attacco del triangolo superiore è quasi a sbalzo del telaio nella parte più alta, dove si può osservare anche lo sfogo superiore dell'S-duct che evidenzia una nervatura del vanity panel, rispetto alla linea di cintura del telaio che è leggermente più bassa.
Gli aggiornamenti più interessanti sono stati creati nella porzione che comprende i bargeboard e gli ingressi delle fiancate. I deviatori di flusso dietro alle ruote sono ora più bassi per esigenza regolamentare. Le bocche di ingresso dei radiatori invece rimangono tradizionali, con una presa stretta e alta. I due supporti degli specchietti retrovisori sono a tutti gli effetti degli elementi aerodinamici. Il fondo presenta un lungo soffiaggio parallelo al bordo d’entrata esterno che arriva fino a metà pancia. L'airbox è rimasto grande, ma all’interno rimane il roll bar che divide i flussi di alimentazione del motore da quelli destinati a raffreddare l’ERS.
La sospensione posteriore è di tipo pull rod. L’ala posteriore è standard con l’ala mobile più alta, ma incuriosiscono le paratie laterali con tre soffiaggi verticali nel bordo d’entrata e le frange in coda tanto in basso che nella parte allargata.

### Aggiornamento dei test di Barcellona
All'alba della seconda sessione di test, il team di Brackley porta un nuovo pacchetto aerodinamico. Partendo dall'anteriore, il muso è dotato di una parte terminale più arrotondata ai lati e caratterizzata da una diversa curvatura dei bordi di attacco dei lunghi convogliatori che arrivano fino all’altezza delle ruote. Il design dell'ala anteriore è stato in parte rivisto con una parte terminale sagomata in modo da dirigere verso la parte esterna i flussi. Anche i bargeboard  e il fondo sono stati in parte rivisti; sono stati aggiunti infatti dei deviatori di flusso. Altra modifica è stata fatta nella zona del cofano motore che appare ora più stretto e aderente al corpo vettura nell’area delle masse radianti. Infine nella parte posteriore è presente l'aggiunta di una doppia T-Wing.

### Aggiornamento di Melbourne
Per il primo Gran Premio stagionale vengono portati dei piccoli aggiornamenti. Il muso è stato ristretto e abbassato subito dietro la zona iniziale anteriore. Due pinne sono state poi collocate sopra il telaio in corrispondenza della feritoia che espelle aria dal condotto S-duct. Sopra l'halo, invece, è stata aggiunta una lamina per favorire i flussi d'aria. Sopra le bocche dei radiatori sono stati aggiunti due flap ancorati alla lunga pinna che segue la linea delle pance. Queste ultime hanno subito un cambiamento notevole rispetto alla variante precedente.  Nella zona centrale del fondo della vettura la Mercedes ha aggiunto tre piccole pinne incurvate verso l'esterno. Si tratta di una soluzione già vista lo scorso anno su Ferrari e Red Bull. La pinna del cofano motore, infine, è diventata doppia.

## Scheda tecnica
| Caratteristiche tecniche - Mercedes AMG F1 W10 EQ Power+        | Caratteristiche tecniche - Mercedes AMG F1 W10 EQ Power+                 | Caratteristiche tecniche - Mercedes AMG F1 W10 EQ Power+                 | Caratteristiche tecniche - Mercedes AMG F1 W10 EQ Power+                                                  | Caratteristiche tecniche - Mercedes AMG F1 W10 EQ Power+                                                  | Caratteristiche tecniche - Mercedes AMG F1 W10 EQ Power+                                                  |
| --------------------------------------------------------------- | ------------------------------------------------------------------------ | ------------------------------------------------------------------------ | --- | --- | --- |
|                                                                 |                                                                          |                                                                          | | | |
| Configurazione                                                  |                                                                          |                                                                          | | | |
| Carrozzeria: monoposto                                          | Carrozzeria: monoposto                                                   | Posizione motore: centrale                                               | Posizione motore: centrale                                                                                | Trazione: posteriore                                                                                      | Trazione: posteriore                                                                                      |
| Dimensioni e pesi                                               |                                                                          |                                                                          | | | |
| Ingombri (lungh.×largh.×alt. in mm): 5140 mm × 2000 mm × 950 mm | Ingombri (lungh.×largh.×alt. in mm): 5140 mm × 2000 mm × 950 mm          | Ingombri (lungh.×largh.×alt. in mm): 5140 mm × 2000 mm × 950 mm          | Ingombri (lungh.×largh.×alt. in mm): 5140 mm × 2000 mm × 950 mm                                           | Diametro minimo sterzata:                                                                                 | Diametro minimo sterzata:                                                                                 |
| Interasse: 3725 mm                                              | Interasse: 3725 mm                                                       | Carreggiate: anteriore ? - posteriore ? mm                               | Carreggiate: anteriore ? - posteriore ? mm                                                                | Altezza minima da terra:                                                                                  | Altezza minima da terra:                                                                                  |
| Posti totali: 1                                                 | Posti totali: 1                                                          | Bagagliaio:                                                              | Bagagliaio:                                                                                               | Serbatoio: 110 kg                                                                                         | Serbatoio: 110 kg                                                                                         |
| Masse                                                           | / in ordine di marcia: 743 kg                                            | / in ordine di marcia: 743 kg                                            | / in ordine di marcia: 743 kg                                                                             | / in ordine di marcia: 743 kg                                                                             | / in ordine di marcia: 743 kg                                                                             |
| Meccanica                                                       |                                                                          |                                                                          | | | |
| Tipo motore: Mercedes-AMG M10 EQ Power+ V6                      | Tipo motore: Mercedes-AMG M10 EQ Power+ V6                               | Tipo motore: Mercedes-AMG M10 EQ Power+ V6                               | Cilindrata: 1600 cm³                                                                                      | Cilindrata: 1600 cm³                                                                                      | Cilindrata: 1600 cm³                                                                                      |
| Distribuzione: pneumatica                                       | Distribuzione: pneumatica                                                | Distribuzione: pneumatica                                                | Alimentazione: 500 bar-diretta (1 iniettore per cilindro)                                                 | Alimentazione: 500 bar-diretta (1 iniettore per cilindro)                                                 | Alimentazione: 500 bar-diretta (1 iniettore per cilindro)                                                 |
| Prestazioni motore                                              | Potenza: 990 CV                                                          | Potenza: 990 CV                                                          | Potenza: 990 CV                                                                                           | Potenza: 990 CV                                                                                           | Potenza: 990 CV                                                                                           |
| Accensione: elettronica Magneti Marelli statica                 | Accensione: elettronica Magneti Marelli statica                          | Accensione: elettronica Magneti Marelli statica                          | Impianto elettrico: Magneti Marelli                                                                       | Impianto elettrico: Magneti Marelli                                                                       | Impianto elettrico: Magneti Marelli                                                                       |
| Frizione: levetta posizionata sul volante                       | Frizione: levetta posizionata sul volante                                | Frizione: levetta posizionata sul volante                                | Cambio: longitudinale Mercedes, 8 marce + retromarcia, con comando semiautomatico elettronico sequenziale | Cambio: longitudinale Mercedes, 8 marce + retromarcia, con comando semiautomatico elettronico sequenziale | Cambio: longitudinale Mercedes, 8 marce + retromarcia, con comando semiautomatico elettronico sequenziale |
| Telaio                                                          |                                                                          |                                                                          | | | |
| Corpo vettura                                                   | in materiale composito a nido d'ape con fibra di carbonio                | in materiale composito a nido d'ape con fibra di carbonio                | in materiale composito a nido d'ape con fibra di carbonio                                                 | in materiale composito a nido d'ape con fibra di carbonio                                                 | in materiale composito a nido d'ape con fibra di carbonio                                                 |
| Sospensioni                                                     | anteriori: push-rod / posteriori: pull rod                               | anteriori: push-rod / posteriori: pull rod                               | anteriori: push-rod / posteriori: pull rod                                                                | anteriori: push-rod / posteriori: pull rod                                                                | anteriori: push-rod / posteriori: pull rod                                                                |
| Freni                                                           | anteriori: Freni a disco Brembo / posteriori: Freni a disco Brembo       | anteriori: Freni a disco Brembo / posteriori: Freni a disco Brembo       | anteriori: Freni a disco Brembo / posteriori: Freni a disco Brembo                                        | anteriori: Freni a disco Brembo / posteriori: Freni a disco Brembo                                        | anteriori: Freni a disco Brembo / posteriori: Freni a disco Brembo                                        |
| Pneumatici                                                      | Pirelli / Cerchi: O.Z. da 13 in                                          | Pirelli / Cerchi: O.Z. da 13 in                                          | Pirelli / Cerchi: O.Z. da 13 in                                                                           | Pirelli / Cerchi: O.Z. da 13 in                                                                           | Pirelli / Cerchi: O.Z. da 13 in                                                                           |
| Prestazioni dichiarate                                          |                                                                          |                                                                          | | | |
| Consumi                                                         | 2kg/giro                                                                 | 2kg/giro                                                                 | 2kg/giro                                                                                                  | 2kg/giro                                                                                                  | 2kg/giro                                                                                                  |
| Altro                                                           |                                                                          |                                                                          | | | |
| Energia batteria (a giro) 4 MJ                                  | Sistema ERS                                                              | Sistema ERS                                                              | Sistema ERS                                                                                               | Sistema ERS                                                                                               | Sistema ERS                                                                                               |
| Potenza MGU-K 120 kW                                            | Giri massimi MGU-K: 50 000 giri/min Giri massimi MGU-H: 100 000 giri/min | Giri massimi MGU-K: 50 000 giri/min Giri massimi MGU-H: 100 000 giri/min | Giri massimi MGU-K: 50 000 giri/min Giri massimi MGU-H: 100 000 giri/min                                  | Giri massimi MGU-K: 50 000 giri/min Giri massimi MGU-H: 100 000 giri/min                                  | Giri massimi MGU-K: 50 000 giri/min Giri massimi MGU-H: 100 000 giri/min                                  |

## Carriera agonistica

### Test
Il giorno della presentazione, il 13 febbraio, la nuova vettura del team anglo-tedesco ha effettuato i primi giri in pista a Silverstone per il filming day con Valtteri Bottas e Lewis Hamilton. Nei primi quattro giorni di test la Mercedes risulta la vettura ad aver effettuato il maggior numero di giri, cercando l'affidabilità e il set-up giusto piuttosto che la prestazione. Solo durante la quarta giornata dei test le due vetture di Brackley montano le mescole più morbide segnando il quarto posto come miglior prestazione.
Nella seconda sessione dei test a Barcellona durante il pomeriggio della prima stagione la W10 riscontra un problema alla Power Unit con un calo della pressione dell'olio nell' Installation Lap di Bottas che costringe il finnico a lungo a rimanere ai box: farà solo 7 giri. Solo nell'ultima giornata le Frecce d'Argento effettuano una simulazione di qualifica, con Hamilton che con le gomme più morbide segna il secondo tempo a soli tre millesimi da Sebastian Vettel, mentre Bottas è staccato di tre decimi dal compagno di squadra. A conclusione degli otto giorni di test la Mercedes risulta la vettura con il maggior numero di giri realizzati, ben 1189 con una distanza percorsa di 5534,8 chilometri, pari circa a diciotto Gran Premi.

### Stagione

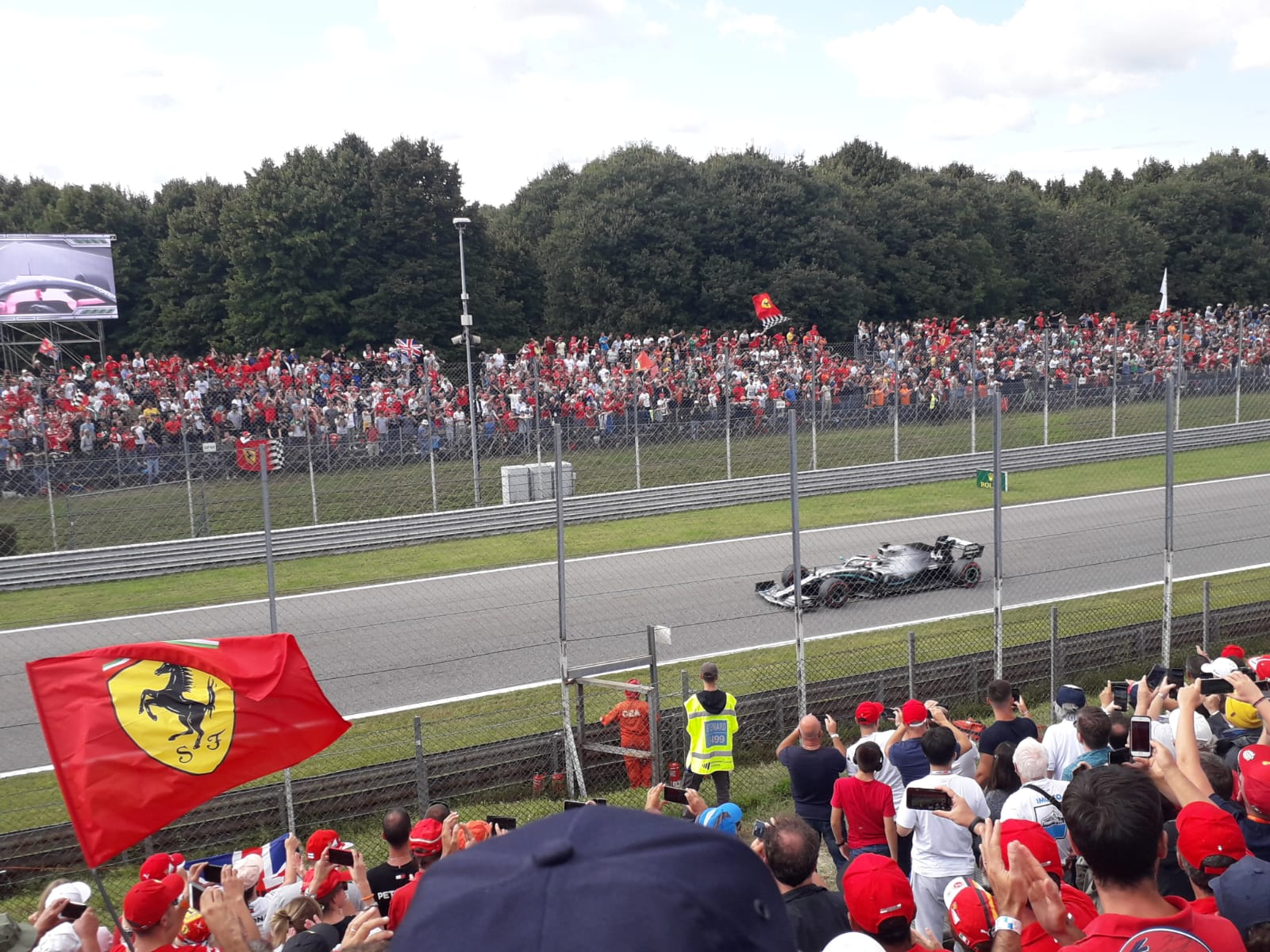
Lewis Hamilton sulla Mercedes-AMG F1 W10 EQ Power+ a Monza al GP d'Italia del 2019, piazzatosi terzo a fine gara.

All'avvio della stagione in Australia la Mercedes parte subito bene conquistando in qualifica l'intera prima fila grazie alla pole di Hamilton e al secondo posto di Bottas staccato di un decimo dal compagno. Sebastian Vettel, che occupa la terza posizione è distanziato di ben sette decimi dalla pole. In gara, invece è il pilota finlandese a partire bene; questi riesce a sopravanzare Hamilton allo start, che si accoda al compagno di squadra. Subito il ritmo delle due Frecce d'Argento si dimostra superiore rispetto alla concorrenza con i due alfieri Mercedes che guadagnano secondi sugli avversari ad ogni tornata. Al quindicesimo giro il pilota britannico effettua il suo pit stop per coprire l'undercut di Vettel, mentre Bottas continua con le gomme morbide. Al ventitreesimo giro c'è la sosta per Bottas, che opta per le medie. Dopo la sosta di Max Verstappen il finlandese ritorna leader della gara con 16"9 secondi di vantaggio su Hamilton, 19"0 su Vettel, 19"4 su Verstappen e 35"0 su Leclerc. L'olandese della Red Bull rovina il suo inseguimento su Hamilton con un lungo al giro 42, mentre Bottas, oltre a comandare la gara, è autore anche del giro veloce che da questa gara assegna un punto supplementare. Bottas conquista così la sua quarta vittoria nel mondiale di Formula 1 battendo il compagno di team Hamilton. Per il finlandese è la prima vittoria dal Gran Premio di Abu Dhabi 2017. Bottas ottiene anche il punto supplementare per il giro più veloce ed è il primo pilota a segnare 26 punti iridati in un Gran Premio. L'ultimo pilota ad aver ottenuto un punto per il giro più veloce era stato Maurice Trintignant nel Gran Premio degli Stati Uniti d'America 1959. Nel successivo Gran Premio del Bahrein le Mercedes si dimostrano meno efficienti della rivale Ferrari che, in qualifica ottiene tutta la prima fila, ma in gara approfitta del problema accusato dal leader Charles Leclerc: Lewis Hamilton vince la gara davanti al suo compagno di squadra Valtteri Bottas e allo stesso monegasco, che ottiene anche il punto addizionale per il giro più veloce. La stagione si conferma su alti livelli con i due piloti delle Frecce d'Argento costantemente alle vittorie senza che Red Bull e Ferrari possano tenere il passo. Alla fine del campionato il team di Brackley conferma la sua leadership sia nel campionato costruttori (eguagliando il record della Ferrari negli anni 1999-2004) che in quello piloti dove Hamilton vince il mondiale piloti per la quarta volta consecutiva, la sesta in totale. Alla fine della stagione il bilancio parla di 15 vittorie, 9 doppiette,9 giri veloci e 10 pole position su 21 gare, per un totale di 739 punti.

## Piloti
| Piloti ufficiali       | Piloti ufficiali  | Piloti ufficiali  |
| Nazione                | Nome              | Numero            |
| ---------------------- | ----------------- | ----------------- |
| Regno Unito (bandiera) | Lewis Hamilton    | 44                |
| Finlandia (bandiera)   | Valtteri Bottas   | 77                |
| Piloti di riserva      |                   |                   |
| Nazione                | Nome              | Numero            |
| Belgio (bandiera)      | Stoffel Vandoorne | 2                 |
| Messico (bandiera)     | Esteban Gutiérrez | Esteban Gutiérrez |
| Francia (bandiera)     | Esteban Ocon      | 31                |

## Risultati in Formula 1
| Anno | Team            | Motore   | Gomme | Piloti   |   |   |   |   |   |   |   |   |   |   |     |   |   |   |   |   |   |   |   |     |   | Punti | Pos. |
| ---- | --------------- | -------- | ----- | -------- | - | - | - | - | - | - | - | - | - | - | --- | - | - | - | - | - | - | - | - | --- | - | ----- | ---- |
| 2019 | Mercedes AMG F1 | Mercedes | P     | Hamilton | 2 | 1 | 1 | 2 | 1 | 1 | 1 | 1 | 5 | 1 | 9   | 1 | 2 | 3 | 4 | 1 | 3 | 1 | 2 | 7   | 1 | 739   | 1º   |
| 2019 | Mercedes AMG F1 | Mercedes | P     | Bottas   | 1 | 2 | 2 | 1 | 2 | 3 | 4 | 2 | 3 | 2 | Rit | 8 | 3 | 2 | 5 | 2 | 1 | 3 | 1 | Rit | 4 | 739   | 1º   |